# مارتی مارتیلین
مارتی مارتیلین (انگلیسی: Martti Marttelin; ۱۸ ژوئن ۱۸۹۷ – ۱ مارس ۱۹۴۰) ورزشکار دو و میدانی اهل فنلاند بود.
وی در مسابقات کشوری و بین‌المللی در مجموع برندهٔ ۱ مدال برنز شده‌است.